# Península de Gaspé

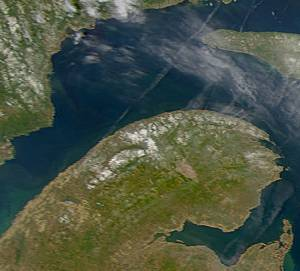
Imagem de satélite (NASA) da península de Gaspé

A península Gaspé, ou Gaspésia (nome oficial), ou ainda "Gaspé" é uma península do sudeste do Quebec, Canadá. A península é limitada a norte pelo rio São Lourenço (no seu percurso final) e é rodeada pelo golfo de São Lourenço a leste e pela baía de Chaleurs a sul, que a separa de Nova Brunswick.
A península tem uma área de 30 341 km², e a sua população é de cerca de 100 000 pessoas.
Pode considerar-se um dos berços do Canadá: aqui chegou Jacques Cartier em 1534. E foi também aqui que em 1760, com a batalha de Restigouche, se jogou o destino da Nova França durante uma batalha naval entre as duas grandes potências do período colonial: França e Inglaterra. 
O seu nome provém da palavra "Gespeg" que na língua micmac significa "fim da terra". 